# Asociación de Arqueólogos Portugueses
La Associação dos Arqueólogos Portugueses (traducida al español Asociación de Arqueólogos Portugueses) ComSE es una asociación fundada en 1863, siendo de más antigua asociación de defensa del patrimonio en Portugal. Tiene bajo su tutela el Museu Arqueológico do Carmo, en Lisboa, donde está situada su sede.
El 5 de octubre de 1932 fue designada Comendadora de la Ordem Militar de Sant'Iago da Espada.